# Jean Marie François Ferdinand de Broglie
El príncep Jean Marie François Ferdinand de Broglie (1921–1976) fou un polític francès.

## Biografia

### Orígens familiars
Jean de Broglie va néixer a París, primogènit del príncep Eugene Marie Amédée de Broglie (1891–1957), sent aquest el quart fill del príncep François Marie Albert de Broglie (1851–1939), que era el quart fill d'Albert de Broglie, 4t duc de Broglie.

### Núpcies i descendència
Amb la seva muller Micheline Segard (1925–1997), va tenir tres fills:
- Victor-François de Broglie (1949–2012), 8è duc de Broglie, que va succeir el seu cosí llunyà i Premi Nobel Louis de Broglie, 7è duc de Broglie (1892–1987).
- Philippe-Maurice de Broglie (1960), 9è duc de Broglie
- Louis-Albert de Broglie (1963), príncep de Broglie

## Carrera política
Fou un dels negociadors dels Acords d'Évian.

### Càrrecs
- Secretari d'Estat encarregat de la Funció Pública (Abril a novembre 1962)
- Secretari d'Estat dels Afers algerians (1962–1966)
- Secretari d'Estat dels Afers estrangers (1966–1967)
- Diputat de l'Eure

## Mort
Jean de Broglie va ser assassinat el 24 de desembre de 1976 mentre sortia de la casa de Pierre de Varga, el seu supervisor financer. Varga va ser seguidament arrestat i el 1981 va ser sentenciat a deu anys de presó com a còmplice de l'assassinat.